# Puccinellia iberica
Puccinellia iberica är en gräsart som först beskrevs av Wolley-dod, och fick sitt nu gällande namn av Nikolai Nikolaievich Tzvelev. Puccinellia iberica ingår i släktet saltgrässläktet, och familjen gräs. Inga underarter finns listade i Catalogue of Life.